# Narquena resalaria
Narquena resalaria là một loài bướm đêm trong họ Geometridae.